# Borderline-europe
borderline-europe – Menschenrechte ohne Grenzen e. V. ist eine nichtstaatliche Organisation, die durch unabhängige Untersuchungen und Öffentlichkeitsarbeit für die Wahrung der Menschenrechte, insbesondere an den EU-Außengrenzen eintritt. Sie hat ihren Sitz in Berlin und zwei Außenstellen in Sizilien und auf Lesbos. Die Organisation wurde 2007 von Judith Gleitze, Harald Glöde, Stefan Schmidt und Elias Bierdel gegründet. 2012 wurde borderline-europe mit dem Aachener Friedenspreis ausgezeichnet.

## Aufgaben
Die Organisation konzentriert sich hauptsächlich auf die Recherche an den Außengrenzen der Europäischen Union und auf die Berichterstattung über die Lage vor Ort. Hauptanliegen der Organisation ist die Stärkung einer kritischen Öffentlichkeit für die Folgen der europäischen Abschottungspolitik. Sie wendet sich mit ihrer Arbeit außerdem gegen die generelle Kriminalisierung von Menschen, die Geflüchteten und Migranten in ihrer Not helfen und Leben retten.
Der Verein
- setzt sich für legale Fluchtwege und gegen eine Abwehr von Migranten mit militärischen Mitteln durch Frontex ein
- erstellt Recherchen in den Grenzregionen, sog. "Border Monitoring"
- verfasst Dokumentationen/Publikationen zum Thema
- unterstützt Initiativen zur humanitären Hilfe an den Grenzen
- vermittelt Ansprechpartner für Presse und Veranstalter
- arbeitet an der Vernetzung der europäischen NGOs im Bereich Flucht und Migration
- organisiert nationale und transnationaler Projekte, Veranstaltungsreihen und Konferenzen

## Projekte

### Berliner Büro
In Berlin wird an verschiedenen Projekten gearbeitet. Diese sind u. a. Veranstaltungen gegen Rechtspopulismus, Teilnahme an Flüchtlings-Kampagnen, Forschungsprojekte, Kooperationen mit Hilfsprojekten wie Alarm-Phone-Initiative, Sea-Watch und Jugend Rettet.

### Außenstelle in Sizilien
In Palermo findet eine Überwachung und Beobachtung der Situation der ankommenden Geflüchteten in den Lagern und beim Zugang zum Asylverfahren statt.

### Außenstelle auf Lesbos
Es wurde eine Erstanlaufstelle für Geflüchtete aufgebaut in Kooperation mit der einheimischen Organisation „Lesvos Solidarity“. Hier sollen Sprachkurse, Rechtsberatung, Bildungsangebote für Kinder und Erwachsene, psychosoziale Unterstützung und Freizeitveranstaltungen organisiert werden – sowohl für Geflüchtete als auch für die Bevölkerung vor Ort.

## Auszeichnungen
2012 erhielt der Verein den Aachener Friedenspreis.